# Polycyrtus hidalgoi
Polycyrtus hidalgoi är en stekelart som beskrevs av Zuniga 2004. Polycyrtus hidalgoi ingår i släktet Polycyrtus och familjen brokparasitsteklar. Inga underarter finns listade i Catalogue of Life.